# Kurentovanje
Kurentovanje je najpopularniji i etnološki najznačajniji karnevalski događaj u Sloveniji koji je prvi put organizovao Drago Hasl 1960. Ova 11-dnevna proslava proleća i plodnosti se održava tokom pokladne nedelje u Ptuju, najstarijem poznatom gradu u regionu, i svake godine privlači ukupno oko 100, 000 učesnika. Lonli planet ga je 2016. proglasila za 7. najveći karneval na svetu.
Njegova glavna figura, poznata kao Kurent ili Korant, popularno je (ali netačno) interpretirana kao ekstravagantni bog neobuzdanog uživanja i hedonizma u staroslovenskim običajima. Na savremenom festivalu, grupe kurenata ili kurenti nose tradicionalnu odeću od ovčje kože dok drže drvene motke za koje je prikačena ježeva koža zvana ježevka i zvona čiji zvuk prema verovanju „tera zimu“. Na ovaj način, prisustvo kurenata najavljuje kraj zime i početak proleća.. Biti kurent u početku je bila privilegija koja se nudila samo neoženjenim muškarcima, ali se danas oženjeni muškarci, deca i žene takođe pozivaju da učestvuju u karnevalu.
2010. godine proslavljena je 50. godišnjica prvog organizovanog održavanja ovog festivala. Kao domaćin festivala, grad Ptuj je 1991. primljen u Federaciju evropskih karnevalskih gradova.
2017. godine pokladni Kurenti su stavljeni na UNESCO-vu Reprezentativnu listu nematerijalne kulturne baštine čovečanstva.

## Kurentovanje kroz istoriju

### Prva moderna verzija festivala Kurentovanje
Na poklade, 27. februara 1960, prva moderna verzija festivala, nazvanog Kurentovanje, organizovana je u Ptuju, uz tradicionalne karnevalske kostime iz Markovaca. Učesnici karnevala se postroje u povorku. Vođe kolone bili su kopljanici praćeni ratarima, "rušama" (medvedom),  vilama, petlićima i Kurentima. Svi su  plesali u ritmu muzike koju je svirao lokalni bend. Izvođenje i običaji svakog tradicionalnog kostima objašnjeni su okupljenoj gomili putem zvučnika. Događaj je doživeo ogroman uspeh i pobudio je opšte interesovanje koje je ohrabrilo organizatore da nastave organizovanje ovog festivala i narednih godina.

Godinu dana kasnije, kostimima iz Markovaca su se pridružili orači iz Lancove Vasi, utovarivači cepanica iz Cirkovce i žalosnici iz Hajdina. Po prvi put, karnevalske (ne-etnografske) grupe su se predstavljale posle podne. Događaj je 1962. prešao lokalne granice pozvavši ostale karnevalske figure poput lavfaria ( bavarsko nemački Laufer „trkač“) iz Cerkno i borovo gostuvanje (doslovno, „učesnici venčanja borova“) iz Predanovaca i oblasti Prekumurje.

### Internacionalizacija
Međunarodni aspekt ovog događaja se razvio tokom narednih godina kada su se lokalnim slovenačkim tradicionalnim kostimima pridružili kostimi iz: Hrvatske, Srbije, Makedonije, Mađarske, Austrije, Italije, Japana i mnogih drugih zemalja. Broj učesnika i gledalaca je rastao tokom godina, sa hiljadama posetilaca koji su dolazili na karnevalske događaje kako bi se divili spektakularnim kostimima i učestvovali u zabavi.
Dugi niz godina glavni deo manifestacije je predstavljalo izlaganje pojedinačnih tradicionalnih karnevalskih grupa. Ovo se odvijalo u subotu ili u nedelju pre popodnevne povorke.

### Proširenje festivalskog programa
Festivalski program je 1994. proširen da traje duže od dva dana, obuhvatajući mnoštvo događaja, izvođenja na trgu ispred gradske skupštine, sahranu Karnevala i zabavni program u karnevalskom šatoru. Od 1999. pa nadalje, uveden je događaj Princ karnevala sa krunisanjem Princa koje se odigrava 11. novembra (Dan Sv. Martina). Ovo je postalo značajan kulturni i zabavni događaj za sebe. 
Poslednjih nekoliko godina, karneval počinje tačno u ponoć 2. februara – Sretenje. Budina, jedno od pretežno ruralnih predgrađa Ptuja, je pozornica događaja. Ovah događaj uključuje veliku lomaču oko koje, kada otkuca ponoć, Kurenti – za ovaj događaj relativno jednostavno opremljeni lancem i pet praporaca i drvenom motkom – počinju da igraju, proglašavajući na taj način početak karnevala. Od tog trenutka pa nadalje, Kurentima je “dopušteno” da obiđu svoje uobičajene rute.   
Festival sada traje približno jedanaest dana, počevši od subote, jednu nedelju pre poklada, kada samo tradicionalni karnevalski kostimi formiraju procesiju na ulicama Ptuja i kada se Princu karnevala dodeljuje čast vladanja gradom tokom trajanja karnevala. Svakog dana se održavaju performansi sa pojedincima u kostimima i mnogi drugi vidovi zabave koji se odigravaju na trgu ispred gradske skupštine i u karnevalskom šatoru. 
Aktivnosti dostižu vrhunac subotnjom procesijom tradicionalnih karnevalskih kostima, dečjom karnevalskom paradom, sahranom Karnevala i vraćanjem vlasti gradonačelniku. Međutim, budući da nekada ima manje dana između Sretenja i pokladnog utorka, ostale aktivnosti takođe traju kraće. U skladu s tim, ovo svake godine ima snažan uticaj na celokupan program i odvijanje događaja. 

## Poreklo festivala
Ideja da se organizuje karneval u Ptuju se pojavila negde tokom 1950-ih, kada su karnevalski kostimi, praćeni bendom, spontano formirali kolonu na pokladni utorak. Ovaj događaj je nastavio da raste, velikim delom zahvaljujući ptujskom kulturnom istoričaru Dragu Haslu (1900–1976). Hasl, nepokolebljivi organizator Kurentovanja od njegovih začetaka do 1970-ih, je bio čvrsto uveren da bi ovaj događaj mogao da pomogne sprečavanju onoga što je on video kao izuzetno brzo nestajanje karnevalskih navika i tradicionalnih običaja u obližnjim selima. Hasl je 1959, snažno podržan od strane onih koji su delili njegove stavove i entuzijazam prema događaju, predložio da Istorijsko društvo Ptuja preuzme organizovanje i uvođenje karnevalskog događaja. Predložio je da događaj bude nazvan po najpoznatijim kostimima Kurent – i tako je rođeno Kurentovanje. Hasl je pripremio nacrt u vezi sa sadržajem i izneo ključne smernice koje su se morale slediti radi pretvaranja Kurentovanja u događaj od etnografskog značaja. Njegova vizija događaja koji sačinjavaju jedinstvene karnevalske figure i navike iz ptujskog regiona, koje bi se u kasnijoj fazi mogle kombinovati sa drugim tradicionalnim slovenačkim kostimima, je pomogla da ovaj događaj preraste u festival kostima. On je planirao da dodatno proširi sadržaj događaja uvođenjem savremenih karnevalskih kostima.

## KurentiliKorant– središnja ličnost karnevala
Kurent ili Korant je najpoznatija tradicionalna karnevalska ličnost u celom regionu, kao i u čitavoj Sloveniji. Ime je verovatno preuzeto iz zajedničke imenice kurant “glasnik, lakej, pešak”, pozajmljene iz latinskog currens “trčati” – deleći tako semantičku osnovu sa terminom lavfar iz Cerkna. Dok Kurent grupe možda ne izgledaju sve isto, to je najpopularnija i najčešća tradicionalna karnevalska ličnost u ravnicama Ptuja i Drave i u brdima Haloze.
Kurent ili Korant, kako je danas poznat, svoje poreklo ima u narodnoj tradiciji. Tradicionalno, Kurentova odeća je bila rezervisana za neoženjene muškarce, ali danas Kurenti mogu biti neoženjeni ili oženjeni muškarci, kao i žene, deca i životinje.
Dva tipa slovenačkog Kurent-Korant su takozvani “pernati” (iz grada Markovci) i “rogati” (iz Haloze), a jedina veća razlika je u izgledu pokrivača za glavu. Kurent nosi ogromnu odeću od ovčje kože. Oko njegovog struka visi lanac za koji su prikačena velika zvona – rezultirajuća buka vrši radnju “gonjenja zime”, što je, prividno, Kurentova funkcija. Korent takođe nosi teške čizme i specijalne crvene ili zelene grejače za noge, dok je glava prekrivena ogromnim krznatim šeširom ukrašen vrpcama, i maskom koja obično pokazuje veliki, crveni jezik. Drvena motka se obično drži u levoj ruci.

## Međunarodna karnevalska parada
1960. i 1961. održana je na pokladnu subotu i od sledeće godine održava se na pokladnu nedelju. 
Između 1962. i 1991. program se održavao u dva dela: prepodne je bila parada sa tradicionalnim maskama samo na gradskom stadionu i karneval na gradskim ulicama posle podne. Uz okupljanje preko 50,000 ljudi godišnje ovo je najveći javni događaj u Sloveniji odmah uz skijaške skokove na Planici.

| Izdanje | Godina | Dan              | Datum       | Broj poseta |
| 1       | 1960.  | Pokladna subota  | 27. februar | 6,000       |
| 2       | 1961.  | Pokladna nedelja | 11. februar | 14,000      |
| 3       | 1962.  | Pokladna nedelja | 4. mart     | 20,000      |
| 4       | 1963.  | Pokladna nedelja | 24. februar | N/A         |
| 5       | 1964.  | Pokladna nedelja | 11. februar | N/A         |
| 6       | 1965.  | Pokladna nedelja | 28. februar | 30,000      |
| 7       | 1966.  | Pokladna nedelja | 20. februar | 30,000      |
| -       | 1967.  | Pokladna nedelja | 5. februar  | otkazano    |
| 8       | 1968.  | Pokladna nedelja | 25. februar | 20,000      |
| 9       | 1969.  | Pokladna nedelja | 16. februar | 20,000      |
| 10      | 1970.  | Pokladna nedelja | 8. februar  | N/A         |
| 11      | 1971.  | Pokladna nedelja | 21. februar | 35,000      |
| 12      | 1972.  | Pokladna nedelja | 13. februar | N/A         |
| 13      | 1973.  | Pokladna nedelja | 4. mart     | 40-50,000   |
| 14      | 1974.  | Pokladna nedelja | 24. februar | 40-50,000   |
| 15      | 1975.  | Pokladna nedelja | 9. februar  | 40,000      |
| 16      | 1976.  | Pokladna nedelja | 29. februar | 45,000      |
| 17      | 1977.  | Pokladna nedelja | 20. februar | 40,000      |
| 18      | 1978.  | Pokladna nedelja | 5. februar  | N/A         |
| 19      | 1979.  | Pokladna nedelja | 26. februar | 40,000      |
| 20      | 1980.  | Pokladna nedelja | 17. februar | N/A         |
| 21      | 1981.  | Pokladna nedelja | 1. mart     | 40,000      |
| 22      | 1982.  | Pokladna nedelja | 21. februar | 40,000      |
| 23      | 1983.  | Pokladna nedelja | 13. februar | N/A         |
| 24      | 1984.  | Pokladna nedelja | 4. mart     | N/A         |
| 25      | 1985.  | Pokladna nedelja | 17. februar | N/A         |
| 26      | 1986.  | Pokladna nedelja | 9. februar  | N/A         |
| 27      | 1987.  | Pokladna nedelja | 1. mart     | N/A         |
| 28      | 1988.  | Pokladna nedelja | 14. februar | 45,000      |
| 29      | 1989.  | Pokladna nedelja | 5. februar  | 40,000      |
| 30      | 1990.  | Pokladna nedelja | 25. februar | 50,000      |
| 31      | 1991.  | Pokladna nedelja | 10. februar | N/A         |
| 32      | 1992.  | Pokladna nedelja | 1. mart     | N/A         |
| 33      | 1993.  | Pokladna nedelja | 21. februar | 30,000      |
| 34      | 1994.  | Pokladna nedelja | 13. februar | N/A         |
| 35      | 1995.  | Pokladna nedelja | 26. februar | N/A         |
| 36      | 1996.  | Pokladna nedelja | 25. februar | 25,000      |
| 37      | 1997.  | Pokladna nedelja | 9. februar  | 40,000      |
| 38      | 1998.  | Pokladna nedelja | 22. februar | 50,000      |
| 39      | 1999.  | Pokladna nedelja | 14. februar | 10,000      |
| 40      | 2000.  | Pokladna nedelja | 5. mart     | 50-60,000   |
| 41      | 2001.  | Pokladna nedelja | 25. februar | 45,000      |
| 42      | 2002.  | Pokladna nedelja | 10. februar | 50,000      |
| 43      | 2003.  | Pokladna nedelja | 2. mart     | 60,000      |
| 44      | 2004.  | Pokladna nedelja | 22. februar | N/A         |
| 45      | 2005.  | Pokladna nedelja | 6. februar  | 50,000      |
| 46      | 2006.  | Pokladna nedelja | 26. februar | N/A         |
| 47      | 2007.  | Pokladna nedelja | 18. februar | 40,000      |
| 48      | 2008.  | Pokladna nedelja | 3. februar  | 50,000      |
| 49      | 2009.  | Pokladna nedelja | 22. februar | 55,000      |
| 50      | 2010.  | Pokladna nedelja | 14. februar | 60,000      |
| 51      | 2011.  | Pokladna nedelja | 6. mart     | 65,000      |
| 52      | 2012.  | Pokladna nedelja | 19. februar | 60,000      |
| 53      | 2013.  | Pokladna nedelja | 10. februar | 30,000      |
| 54      | 2014.  | Pokladna nedelja | 2. mart     | 50,000      |
| 55      | 2015.  | Pokladna nedelja | 17. februar | 55,000      |
| 56      | 2016.  | Pokladna nedelja | 7. februar  | 40,000      |
| 57      | 2017.  | Pokladna nedelja | 26. februar | 60,000      |
| 58      | 2018.  | Pokladna nedelja | 11. februar | 60,000      |
| 59      | 2019.  | Pokladna nedelja | 3. mart     | 45,000      |
| 60      | 2020.  | Pokladna nedelja | 23. februar | 50,000      |

## Prinčevi karnevala
Prvi princ karnevala Kurentovanje je proglašen 11. novembra 1999 i od tada je to postalo tradicija. Na inicjativu Branka Brumena, jednog od glavnih organizatora Kurentovanja i potpredsednik FEKG, nakon što je video ovaj folklor na drugim karnevalima u Evropi mnogo pre Ptuja. Prvi princ je 2000. „preuzeo“ gradonačelnikovu kancelariju tokom jedanaestodnevnog trajanja karnevala Kurentovanje. Od 2013. prinčevi imaju dvogodišnji mandat.
| #                  | Princ                                     | Gradski mandat                         | Godina      |
| 1                  | Gašper I                                  | 26. februar – 7. mart                  | 2000.       |
| 2                  | Matevž Zoki II                            | 17 – 27. februar                       | 2001.       |
| 3                  | Don Zlatko III                            | 3 – 12. februar                        | 2002.       |
| 4                  | Plemeniti Moscon Rajh                     | 22. februar – 4. mart                  | 2003.       |
| 5                  | Cajnko Friderik V                         | 14 – 24. februar                       | 2004.       |
| 6                  | Plemeniti Holoneški VI                    | 3 – 8. februar                         | 2005.       |
| 7                  | Klinc Hauptman od Spuhlja                 | 18 – 28. februar                       | 2006.       |
| 8                  | Slavko Plemeniti Kačerl                   | 10 – 20. februar                       | 2007.       |
| 9                  | Majer od Cirkovce                         | 3 – 5. februar                         | 2008.       |
| 10                 | Plemeniti Vegan od Turna i Valasina       | 14 – 24. februar                       | 2009.       |
| 11                 | Vitez Senčar, Plemeniti Bernard od Ptuja  | 6 – 16. februar                        | 2010.       |
| 12                 | Plemeniti baron JakobBrojner od Markovaca | 26. februar – 8. mart                  | 2011.       |
| 13                 | Plemeniti Jurij Oprosnicer                | 11 – 21. februar                       | 2012.       |
| Dvogodišnji mandat |                                           |                                        |             |
| 14                 | Vitez od Dornava                          | 3 – 12. februar 22. februar – 4. mart  | 2013. 2014. |
| 15                 | Bertold od Treuna                         | 9 – 19. februar 3 – 9. februar         | 2015. 2016. |
| 16                 | Plemeniti Janez Maksimilijan Gregorič     | 18 – 28. februar 3 – 13. februar       | 2017. 2018. |
| 17                 | Jakob Baron Zekel od Videma               | 23. februar – 5. mart 15 – 25. februar | 2019. 2020. |

## Kurentovanje izvan Slovenije
2013. slovenačko-američka zajednica St. Clair-Superior iz Klivlenda je počela sa održavanjem lokalne verzije Kurentovanja. Događaj se održava subotom pre Čiste srede.

## Spoljašnje veze
- Najava karnevala kurentovanje
- Festival u Klivlendu
- Zvanični sajt kurentovanja
- Kurentovanje
- Poklade
- Staroslovenski običaji